# Prepona lygia
Prepona lygia is een vlinder uit de familie van de Nymphalidae. De wetenschappelijke naam van de soort is voor het eerst geldig gepubliceerd in 1904 door Hans Fruhstorfer.